# Henryville (Indiana)
Henryville – jednostka osadnicza w USA, w południowej części stanu Indiana. 
9 września 1890 roku urodził się tam Harland Sanders, założyciel sieci restauracji fast food KFC.